# Le Boullay-Mivoye
Le Boullay-Mivoye település Franciaországban, Eure-et-Loir megyében. Lakosainak száma 529 fő (2022. január 1.). Le Boullay-Mivoye Charpont, Tremblay-les-Villages, Villemeux-sur-Eure és Le Boullay-Thierry községekkel határos.

## Népesség
A település népességének változása:
| Lakosok száma | 233  | 347  | 353  | 407  | 453  | 470  | 486  | 504  | 506  | 529  |
|               | 1968 | 1982 | 1990 | 2006 | 2013 | 2015 | 2017 | 2019 | 2020 | 2022 |